# Raúl Vaz
Raúl Vaz es un futbolista uruguayo. Juega de delantero en el Club Atlético Cerro, donde hizo todas sus formativas. Debutó en primera en el 2006. 

## Selección Sub-17
Vaz fue seleccionado por Gustavo Ferrín a la Selección Sub-17 de Uruguay.

## Clubes
En el caño 2008 pasa a jugar en Huracán Buceo, donde participa de la histórica gira del club al vencer a Vasco Da Gama, entre otros.
En el 2011 acuerda con Potencia club de Segunda "B" de Uruguay, donde realiza un excelente torneo dejándolo en la sexta ubicación.